# Спермезеу (комуна)
Спермезеу (рум. Spermezeu) — комуна у повіті Бистриця-Несеуд в Румунії. До складу комуни входять такі села (дані про населення за 2002 рік):
- Добрічел (586 осіб)
- Думбревіца (775 осіб)
- Лунка-Борлесей (152 особи)
- Пелтіняса (131 особа)
- Спермезеу (1484 особи) — адміністративний центр комуни
- Сіта (405 осіб)
- Хелмесеу (337 осіб)
- Шесурі-Спермезеу-Вале (96 осіб)

Комуна розташована на відстані 351 км на північний захід від Бухареста, 31 км на північний захід від Бистриці, 71 км на північний схід від Клуж-Напоки.

## Населення
За даними перепису населення 2002 року у комуні проживали 2605 осіб. Усі жителі комуни рідною мовою назвали румунську.
Національний склад населення комуни:
| Національність | Кількість осіб | Відсоток |
| -------------- | -------------- | -------- |
| румуни         | 2604           | > 99,9%  |
| українці       | 1              | < 0,1%   |

Склад населення комуни за віросповіданням:
| Релігія        | Кількість осіб | Відсоток |
| -------------- | -------------- | -------- |
| православні    | 2339           | 89,8%    |
| п'ятдесятники  | 215            | 8,3%     |
| греко-католики | 45             | 1,7%     |
| баптисти       | 6              | 0,2%     |